# ボネ

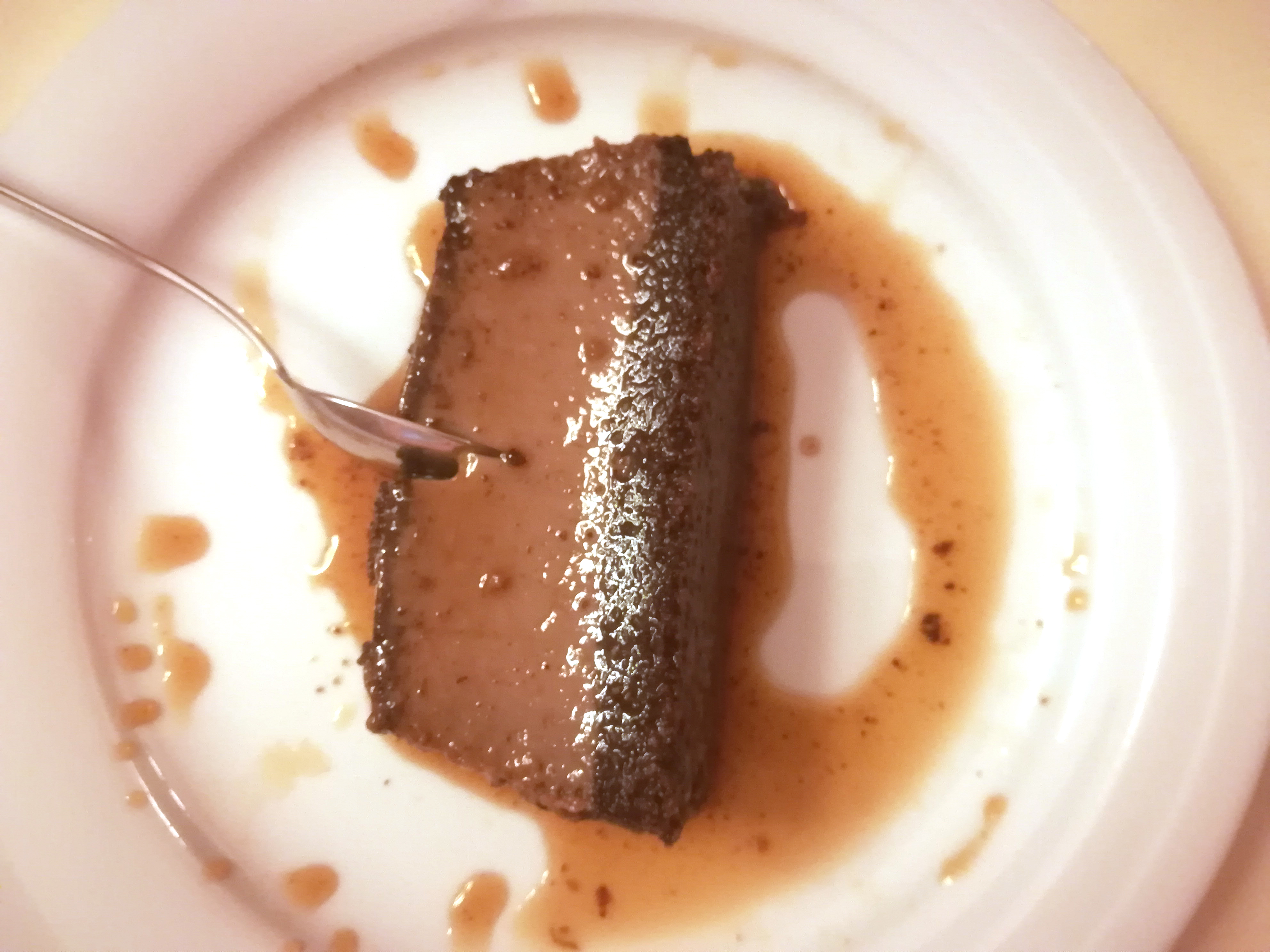
ボネ

ボネ（フランス語: bonet、イタリア語: bonet ボネット）は、イタリアのチョコレート風味のココアプリンである。
トリノ名物の菓子であり、イタリアンレストランでもデザートとして出されている。アマレッティというアーモンドプードルを使ったビスケットや、マカロンを砕いて加えるのが特徴である。